# At Your Best (You Are Love)
"At Your Best (You Are Love)" é uma canção dos Isley Brothers, originalmente um hit na rádio em 1976. Foi originalmente dedicada à mãe deles.

## Créditos
- Ronald Isley: Vocais principais e de fundo
- O'Kelly Isley, Jr. e Rudolph Isley: Vocais de fundo
- Ernie Isley: Guitarra, bateria
- Marvin Isley: Baixo
- Chris Jasper: Piano, teclado, sintetizador
- Produzida, escrita, composta e arranjada por The Isley Brothers e Chris Jasper

## Versão de Aaliyah
Dezoito anos depois, a canção foi revivida pela cantora norte-americana Aaliyah para o seu álbum de estreia Age Ain't Nothing But a Number (1994). Lançada como segundo single do álbum, a canção alcançou o número seis na Billboard Hot 100 e o número dois na Hot R&B/Hip-Hop Songs, também chegando ao número 27 na UK Singles Chart. A canção recebeu o certificado de disco de ouro pela Recording Industry Association of America (RIAA), em 25 de outubro de 1994.

### Recepção da crítica
Damien Scott, da Complex, sentiu que a música era uma boa saída do hip hop e das músicas inspiradas no novo jack swing que compunham uma grande parte do álbum de estreia de Aaliyah. Ele também mencionou que "mostrou uma mulher jovem à beira da idade adulta". O escritor musical James Masterton escreveu em seu comentário semanal nas paradas do Reino Unido: "Seu segundo hit é, em essência, uma beleza, uma versão esparsa, mas assombrosa de uma antiga faixa dos Isley Brothers, escrita e gravada pela primeira vez antes mesmo de ela nascer". Alan Jones da Music Week classificou-a em três de cinco, acrescentando que "esta linda balada dos Isley Brothers é tocada em instrumentos tradicionais e é cantada pela jovem impressionante e em estilo íntimo e sussurrantemente puro".

### Remix
A canção se tornou um sucesso baseando-se em versões remixadas que Aaliyah gravou com R. Kelly, cantando "this is for the steppers" e dizendo no começo "1-2, check up, baby, lemme know what's up" antes de Aaliyah começar a cantar.

### Videoclipe
O videoclipe de "At Your Best (You Are Love)" foi dirigido por Millicent Shelton. Foi filmado junto ao clipe da canção "Summer Bunnies" de R. Kelly e ambos foram lançados no outono de 1994. O videoclipe foi para o remix ao invés da versão original e R. Kelly, que produziu as canções, aparece no clipe.

### Créditos
- Aaliyah: Vocais principais e de fundo
- R. Kelly: Multi-instrumentação e produção

### Tabelas musicais

#### Tabelas semanais
| Tabelas musicais (1994)                              | Melhor posição |
| ---------------------------------------------------- | -------------- |
| Canadá - Canada Top Singles (RPM)                    | 76             |
| Escócia (OCC)                                        | 90             |
| Nova Zelândia (Recorded Music NZ)                    | 38             |
| Estados Unidos (Billboard Hot 100)                   | 6              |
| Estados Unidos - Hot Dance Singles Sales (Billboard) | 6              |
| Estados Unidos - Hot R&B/Hip-Hop Songs (Billboard)   | 2              |
| Estados Unidos - Pop Airplay (Billboard)             | 40             |
| Estados Unidos - Radio Songs (Billboard)             | 11             |
| Estados Unidos - R&B/Hip-Hop Airplay (Billboard)     | 2              |
| Estados Unidos - US Rhythmic (Billboard)             | 2              |
| Países Baixos (Dutch Top 40 Tipparade)               | 10             |
| Países Baixos (Single Top 100)                       | 40             |
| Reino Unido - UK Dance (OCC)                         | 11             |
| Reino Unido - UK R&B (OCC)                           | 4              |
| Reino Unido - UK Singles Chart (OCC)                 | 27             |
| União Europeia - European Hot 100 Singles            | 87             |

#### Tabelas musicas de fim de ano
| Tabelas musicais (1994)                            | Melhor posição |
| -------------------------------------------------- | -------------- |
| Estados Unidos (Billboard Hot 100)                 | 70             |
| Estados Unidos - Hot R&B/Hip-Hop Songs (Billboard) | 23             |

### Certificações
| Região                | Certificado | Unidades certificadas/vendas |
| --------------------- | ----------- | ---------------------------- |
| Estados Unidos (RIAA) | Ouro        | 500.000                      |

### Legado
Em 2010, o rapper Drake fez sample da versão de Aaliyah em sua canção "Unforgettbable", em parceira com Young Jeezy, presente no álbum Thank Me Later. Em 2014, a cantora Tamar Braxton também fez sample da versão de Aaliyah em sua parceria com o rapper Future, intitulada "Let Me Know", presente no álbum Calling All Lovers. Em 2015, Frank Ocean lançou um cover em sua conta no Tumblr como um tributo à Aaliyah, um dia após o que seria o 36º aniversário da cantora. Uma versão diferente também foi incluída em seu álbum visual Endless. Em 2017, Sevyn Streeter interpolou a faixa em sua canção "Before I Do", carro-chefe de seu álbum Girl Disrupted. Em 2021, a cantora inglesa Sinéad Harnett fez um cover da canção com um novo videoclipe para homenagear a versão de Aaliyah. Ainda em 2021, RM, integrante do grupo sul-coreano BTS, incluiu a versão de Aaliyah na sua playlist do Spotify que compila algumas de suas canções favoritas.